# Estremida memòria

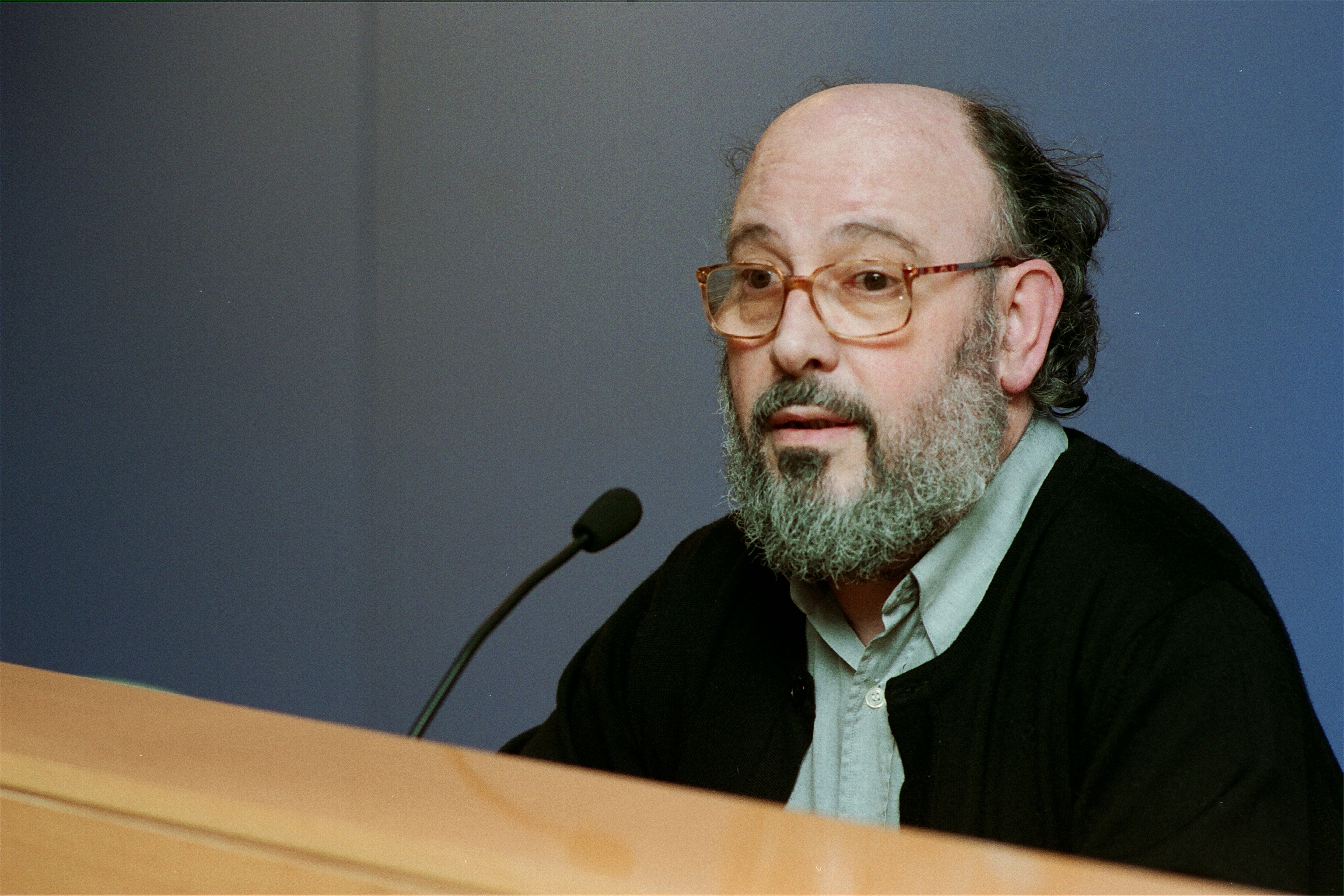
Jesús Moncada

Estremida memòria és una novel·la de Jesús Moncada, publicada l'any 1997. «Novel·la sobre el temps i la memòria», com va presentar-la Pere Gimferrer, va obtenir el Premi Joan Crexells i el de la Crítica Serra d'Or. Ha estat traduïda al castellà i al francès.

## Argument

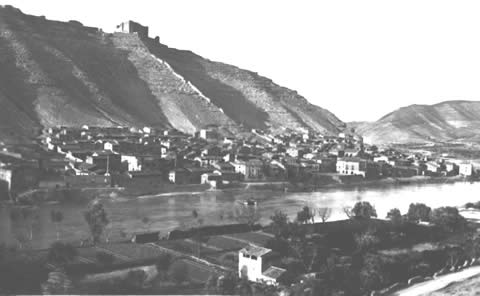
Poble Vell de Mequinensa vora l'Ebre

La novel·la gira al voltant dels tràgics esdeveniments del 25 d'agost de 1877, quan, entre Casp i Mequinensa, un recaptador d’impostos i la seva escorta de la Guàrdia Civil van ser atacats i assassinats. Aquest crim va commocionar la regió, que encara vivia sota l’impacte dels conflictes recents de la Tercera Guerra Carlina i els canvis polítics de la Restauració borbònica de 1874. Aquest fet va desembocar en una nova tragèdia quan els presumptes culpables van ser descoberts i sotmesos immediatament a un judici sumaríssim ple d'irregularitats.